# Centrul de Resurse Juridice
Centrul de Resurse Juridice (CRJ) este o organizație non-guvernamentală din România, înființată în anul 1998 de către Fundația pentru o Societate Deschisă (actuala Fundație Soros), care acționează pentru crearea și funcționarea unui cadru legal și instituțional care să asigure respectarea drepturilor omului și a egalității de șanse și pentru accesul liber la un act de justiție echitabil. CRJ este membră a proiectului Vin Codurile 

## Valorile CRJ
- Democrație – formă de organizare și de conducere a unei societăți în care poporul iși exercită (direct sau indirect) puterea (DEX)
- Echitate – dreptate, nepărtinire (DEX)
- Libertate de exprimare – dreptul de a exprima prin viu grai sau prin scris propriile opinii (DEX)
- Diversitate – varietate, felurime (DEX)
- Integritate – cinste, probitate, incoruptibilitate (DEX)
- Transparență – proprietate a unor medii de a fi ușor de înteles, limpede, clar (DEX)

## Programele CRJ
- Antidiscriminare
- Integritate publică
- Pledoarie pentru demnitate
- Reforma justiției
- Procese test

## Descriere
CRJ este membru SON (Soros Open Network) – o rețea informală compusă din 13 organizații neguvernamentale independente al cărei scop este acela de a contribui la dezvoltarea durabilă a societății românești. Creată la începutul anului 2000, retțaua SON aplica principiile societății deschise în domenii cheie precum justiția și afacerile interne, sănătate, cultură și media, educație, minorități și relații interetnice, egalitatea de șanse, dezvoltare comunitară și asistență rurală.
CRJ este National Focal Point pentru România în cadrul RAXEN - Rețeaua Europeană de Combatere a Rasismului si Xenofobiei, organism înființat pe lângă Agenția pentru Drepturi Fundamentale a Uniunii Europene. În acestă calitate, CRJ furnizează periodic Uniunii Europene date statistice privind actele de rasism și xenofobie semnalate în diverse domenii din România.
CRJ este membru al rețelei ECAS (European Citizen Action Service) începând din anul 2006. ECAS, având sediul central la Bruxelles, a fost creată în anul 1990 ca o organizație non-profit, apolitică și independentă cu scopul de a sprijini organizațiile neguvernamentale și indivizii în relația cu Uniunea Europeană prin derularea de activități de advocacy, apărarea drepturilor omului și strângere de fonduri. În prezent, ECAS este formată din 96 de organizații neguvernamentale din întreaga lume active în dezvoltarea societății civile, drepturile omului, dezvoltare și bunăstare socială și sănătate.
CRJ este membru asociat al rețelei Justice & Environment, din anul 2006 și membru deplin din septembrie 2010. Tot in septembrie 2010, Cătălina Rădulescu, Manager Program "Procese test" a fost aleasă membru în Comitetul Executiv al J&E. Justice & Environment este o rețea alcătuită din 14 organizații neguvernamentale independente și de interes public active în domeniul dreptului mediului din statele membre ale Uniunii Europene. Aceasta rețea are scopul de a proteja cetățenii, natura și mediul încojurător, unul dintre obiectivele sale principale fiind asigurarea implementării și aplicării legislației comunitare în domeniul mediului prin intermediul schimbului de informații de natură juridică.
CRJ este inițiatorul și coordonatorul rețelei "Împreună impotriva coruptiei" - rețea formată din organizatți neguvernamentale românești care militează pentru aplicarea corectă a măsurilor vizând integritatea sectorului public, la nivel local și central.
CRJ este inițiatorul și coordonatorul rețelei RADO - Rețeaua de Avocați pentru Drepturile Omului, formată din avocați dornici să contribuie la dezvoltarea jurisprudenței în domenii precum accesul la informații de interes public, transparență și participare publică, dreptul persoanelor cu dizabilități mintale, dreptul mediului, prin aducerea în fața instanței a unor cazuri strategice (Ex: Poiana Mare, Roșia Montană, Ocna Sugaului, Pasajul Suprateran Basarab, etc).